# Bembidion vulpecula
Bembidion vulpecula är en skalbaggsart som beskrevs av Thomas Casey. Bembidion vulpecula ingår i släktet Bembidion och familjen jordlöpare. Inga underarter finns listade i Catalogue of Life.